# Rika
Rika (dawniej Wielki Ag; ukr. Ріка Rika, węg. Nagyág) – rzeka na Zakarpaciu, w dorzeczu Cisy. Długość – 92 km, powierzchnia zlewni – 1240 km².
Rika powstaje koło wsi Toruń na wysokości 583 m n.p.m. z połączenia dwóch potoków: Pryslipa, spływającego spod szczytu Czarna Repa na wschodnim skraju Bieszczadów Wschodnich i Torunianki, spływającej z masywu Gorganu Wyszkowskiego na zachodnim skraju Gorgan. Rika płynie na południe głęboko wciętą, V-kształtną doliną, oddzielającą Połoninę Borżawę na zachodzie od Połoniny Czerwonej na wschodzie. W górnym biegu przepływa przez Miżhir'ja. W środkowym biegu przyjmuje wody odprowadzone tunelem z Terebli, zasilające terebelsko-ricką elektrownię wodną. Rika spływa z gór do Kotliny Marmaroskiej, gdzie wpada do Cisy na wysokości 157 m n.p.m. tuż na zachód od Chustu.
Doliną Riki biegnie droga regionalna R38 z Chustu do Doliny przez Przełęcz Wyszkowską.